# Juliane Marie Jessen
Juliane Marie Jessen (Dinamarca, 11 de fevereiro de 1760 — Copenhague, 6 de outubro de 1832) foi uma escritora e tradutora dinamarquesa que, em 1819, ganhou um prêmio pelas palavras escritas no hino nacional da Dinamarca.